# Yves Brusco
Pour les articles homonymes, voir Brusco.

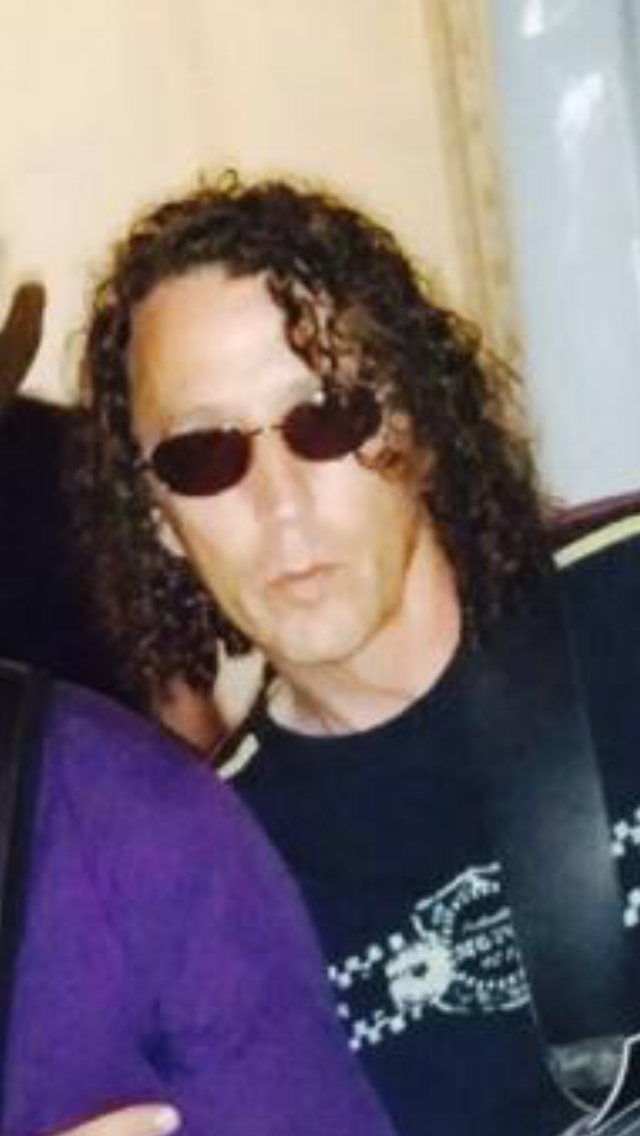

Yves Brusco, dit Vivi, est le bassiste et guitariste du groupe Trust de 1980 à 1985, et depuis 2006 jusqu'à 2011.

## Biographie
En 1976, Vivi devient bassiste/chanteur du groupe Sway dans lequel son frère Pierre était guitariste. Le groupe se rebaptise HLM, puis Volcania en mars 1977 à la demande de leur label Dream Music. Il enregistrent l'album L'agression qui n'eut aucun succès. Le groupe se sépare en 1979.
En 1980, Vivi remplace le bassiste du groupe Trust, Raymond Manna, qui avait décidé d'abandonner son poste pour devenir manager du groupe à plein temps. Jusqu'au premier split du groupe en 1985, il enregistrera 4 albums : Répression, Marche ou crève, Trust IV (Idéal) et Rock'n'Roll. Il chante sur quelques morceaux un couplet en duo avec Bernie comme sur les titres "Paris" ou "Marche ou Crève". Il participe également à certaines compositions du groupe. Il fait aussi les chœurs en concert, sa voix ajoute une dimension "punk" aux morceaux comme sur "par compromission" ou "toujours parmi nous". Au regard de sa présence quasi continuelle au sein du groupe depuis 1980 (à l'exception de l'éphémère reformation de 1996), on peut le considérer comme le troisième pilier du groupe après les membres fondateurs que sont Bernie et Nono.
Ensuite, il jouera sur les trois premiers albums de Bernie : Couleur Passion, En avoir ou pas et Étreinte dangereuse sortis en 1986, 1990 et 1993.
De 1996 à 1997, il est chanteur guitariste du groupe Decorum avec lequel il enregistre l'album À Zéro.
En 2003 sort l'album Carton Rouge du groupe Boxer au sein duquel il est guitariste.
En 2006, le groupe Trust se reforme et il les rejoint en tant que guitariste aux côtés de Nono, fidèle au poste. En plus des tournées, ils sortent l'album 13 à table en 2008.
En 2011, il forme le groupe Handful Of Dust avec Farid Medjane, Izo Diop et Lou Ben qui sort son premier album en octobre 2012.
En 2013, il joue en tournée pour le groupe kollektif ak47 qui  est composé pour l'essentiel des membres du groupe Trust sans Norbert Krief.
Depuis début 2012 il a joué avec Koritni sur plusieurs tournées européennes en remplacement de leur bassiste Matt Hunter.
En 2015, il retrouve son ami Farid Medjane pour lui soumettre ses dernières compositions. Après avoir recruté Elise Masliah (guitariste métal de 23 ans), Marine Demettre (bassiste néo-calédonienne de 21 ans) et le chanteur charismatique Charly Ella, son nouveau projet musical prend le nom de BUZZ. Un 1er album sort le 29 avril 2016 et le groupe part le défendre tout l'été en tournée.

## Discographie

### Avec Volcania
Bassiste et chanteur :
- 1977 : L'agression

### Avec Trust
Bassiste :
- 1980 : Répression
- 1981 : Marche ou crève
- 1983 : Trust IV (Idéal)
- 1984 : Rock'n'Roll
- 1992 : Live (tournée Répression dans l'Hexagone de 1980)

Guitariste :
- 2006 : Campagne 2006 : Soulagez-vous dans les urnes !
- 2008 : 13 à table
- 2009 : À L'Olympia 04 déc 2007
- 2011 : Au Rockpalast 05 juin 1982

### Avec Bernie Bonvoisin
Compositeur et musicien :
- 1986 : Couleur passion
- 1990 : En avoir ou pas
- 1993 : Étreinte dangereuse

### Decorum
Guitariste et chanteur :
- 1996 : À zéro

### Avec Boxer
Guitariste :
- 2003 : Carton rouge

### Avec Handful Of Dust
Guitariste :
- 2012 : Handful of Dust

### Avec Buzz le groupe
Guitariste :
- 2016 : Buzz le groupe